# Шеффер, Александр Александрович
Александр Александрович Шеффер (1831—1897) — российский врач.
По окончании курса на медицинском факультете московского университета (1854) отправился для усовершенствования за границу.
За диссертацию «О действии серной кислоты на белковые вещества» (Москва) удостоен степени доктора медицины и назначен профессором по кафедре общей терапии и фармакологии в университет св. Владимира, затем — по кафедре медицинской химии и физики в том же университете.
Ему принадлежит несколько монографий, а также ряд статей специального характера, напечатанных в разных медицинских изданиях. Кроме того, им составлен «Курс физиологической химии» (Киев, 1881), обративший на себя внимание ученых.